# Краванцана
Краванцана (итал. Cravanzana) — коммуна в Италии, располагается в регионе Пьемонт, в провинции Кунео.
Население составляет 391 человек (2008 г.), плотность населения составляет 49 чел./км². Занимает площадь 8 км². Почтовый индекс — 12050. Телефонный код — 0173.
Покровителями коммуны почитаются святой апостол Пётр, празднование 29 июня, и святой Виталий.

## Демография
Динамика населения:

## Администрация коммуны
- Официальный сайт: